# 金塔奈孔戈斯托
金塔奈孔戈斯托，是西班牙卡斯蒂利亚-莱昂莱昂省的一个市镇。 总面积88平方公里，总人口775人（001年），人口密度9人/平方公里。